# Abrirse

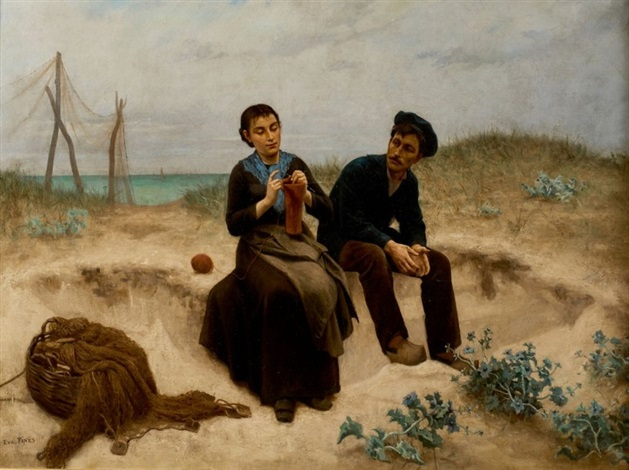
Conversación de 2 personas en un entorno solitario. La ausencia de más gente y la calma del ambiente facilita que cada uno de los miembros de la pareja retratada se abra al otro, es decir, le cuente asuntos personales importantes.

Abrirse, autorrevelación o, menos frecuentemente, autoapertura o autodivulgación es un proceso de comunicación mediante el cual una persona revela información sobre sí misma a otra. La información puede ser descriptiva o evaluativa y puede incluir pensamientos, sentimientos, aspiraciones, fracasos, éxitos o miedos, así como gustos, aversiones y preferencias. La RAE recoge este significado en la acepción número 30 del verbo abrir (tiene 34)ː «dicho de una persona: declararse, descubrirse, confiarse a otra». Esta acción también se describe con la expresión "abrir su corazón" (alguien abre su corazón a otra persona) o, menos habitualmente, "abrir su pecho".

## Según la cultura
El entorno cultural produce variaciones en cómo se realiza y se entiende la autorrevelación. Los dos extremos son el colectivismo y el individualismo. Si un país está más en el lado colectivista, como China o Alemania, la persona tenderá a revelarse más como un avatar. En cambio, en un entorno cultural más individualista, como Estados Unidos, las personas se abren más sobre sí mismas, incluso sobre los detalles personales.
Cada cultura tiene una idea diferente sobre qué y en qué medida la autorrevelación es aceptable. Por ejemplo, los estudiantes estadounidenses tienden a compartir más en clase con sus compañeros que los estudiantes chinos. Suelen ser más abiertos sobre sí mismos y sus intereses con la mayoría de sus compañeros que los estudiantes de otros países. La diferencia también se ve en Internet. Los estudiantes coreanos suelen hablar más en forma de blogs en las páginas de redes sociales, manteniendo las publicaciones breves y directas. Sin embargo, los estudiantes estadounidenses comparten con sus seguidores más información personal y más a menudo. Culturas como Corea y China, colectivistas, son más reservadas, mientras que la cultura estadounidense es más propensa a revelar muchos detalles personales.
Una razón por la que alguien puede optar por no abrirse es el miedo a ser estigmatizado. Instintivamente, categorizamos a los individuos, en función de las características que les percibimos, como pertenecientes a nuestro grupo (grupo interno o intragrupo) o a otro (grupo externo, extragrupo o exogrupo).Cuando las personas tienen características que las distinguen de otros miembros de la cultura dominante, a menudo resultan estigmatizadas. Algunas personas tienen características ocultables susceptibles de estigmatización, por lo que el miedo a ser estigmatizadas les impide revelarlas a los demás.

## En relaciones de pareja y de amistad
La autorrevelación es un elemento imprescindible para la intimidad. En una relación de pareja (la relación de pareja es, necesariamente, íntima, pero puede haber relaciones íntimas que no sean de pareja, por ejemplo de amistad) se espera que cada uno de los miembros se abra sinceramente al otro. La autorrevelación puede evaluarse mediante un análisis de costos y recompensas que puede explicarse mejor mediante la teoría del intercambio social. La mayor parte de la autorrevelación suele ocurrir pronto en el desarrollo de una relación, pero es frecuente que confesiones más profundas se efectúen posteriormente. No solo es importante en relaciones de parejaː en el caso de personas afectadas por determinados problemas psicológicos suele ser fundamental que el paciente se abra al terapeuta. En este caso, más que de una "relación íntima" entre paciente y terapeuta se hablará de una "relación de plena confianza".

### Teoría de la penetración social
La teoría de la penetración social postula que abrirse tiene 2 dimensiones: amplitud y profundidad. Ambas son fundamentales para desarrollar una relación íntima plena (no necesariamente en su significado de "sexual") entre la persona que se abre y la persona a la que se abre. La variedad de los temas tratados por estas 2 personas es la amplitud. El grado en que la información revelada es personal es la profundidad. Es más fácil conseguir primero la amplitud en una relación debido a que es más accesibleː consta de capas externas de la personalidad y la vida cotidiana, como ocupaciones y preferencias. La profundidad es más difícil de alcanzar e incluye recuerdos dolorosos y rasgos más inusuales que podríamos dudar en compartir con los demás. La persona se revela más profundamente con su cónyuge y sus seres más queridos.
La teoría de la penetración social afirma que el desarrollo de una relación está estrechamente vinculado a cambios sistemáticos en la comunicación. Las relaciones generalmente comienzan con el intercambio de información superficial y gradualmente pasan a conversaciones más significativas. Para desarrollar una relación más íntima, los participantes deben aumentar la amplitud y profundidad de sus conversaciones. La amplitud es la variedad de temas tratados (por ejemplo si se prefiere vivir en la ciudad o en el campo, las vacaciones en la montaña o en la playa) y la profundidad, el grado de detalle personal en cada tema (por ejemplo, si se desea tener hijos o no, cuántos, a qué edad).
Altman y Taylor utilizan una cuña para explicar esta teoríaː el comienzo de una relación está representado por una cuña estrecha y superficial porque solo se tratan unos pocos temas. Sin embargo, a medida que avanza la relación, la cuña debería volverse más amplia y profunda al incluir más temas de importancia personal. La cuña debe atravesar 3 "capas" para que se desarrolle la intimidad. La primera es una "charla trivial" superficial con poca información personal sobre los hablantes. La siguiente capa es íntima, con mayor amplitud y profundidad y detalles más personales. La tercera es la capa más íntima, donde se comparte información extremadamente privada.
La intimidad en estas relaciones sólo puede desarrollarse si las personas involucradas hacen revelaciones recíprocas. La intimidad no se desarrollará si sólo uno de los miembros de la pareja se abre plenamente mientras el otro continúa revelando sólo información superficial. La reciprocidad debe ser gradual y corresponder a la intimidad de las revelaciones del otro. Una revelación demasiado rápida y demasiado personal crea un desequilibrio en una relación que puede resultar desconcertante y suscitar rechazo. Este proceso gradual varía de una relación a otra y puede depender de la pareja específica con la que la persona se comunica.

### Reciprocidad e intimidad
La reciprocidad es una respuesta positiva de la persona con quien se comparte información, mediante la cual la persona a la que alguien se abre se abre también. La autorrevelación suele influir en si 2 personas querrán volver a interactuar. Las investigaciones han demostrado que, cuando una persona se abre a otra, es más probable que la otra haga lo propio. Inicialmente, el proceso se inicia cuando una de las 2 personas revela información personal a la otra. Para corresponder, la otra revelará algo propio de grado similar, y se comportará de tal manera que responda al contenido de la revelación inicial, al tiempo que transmite un grado de comprensión y validación de lo revelado.
Las investigaciones han descubierto que las personas que piensan de sí mismas que se abren fácilmente a los demás probablemente consigan con mayor facilidad que los demás también se abran a ellas. Tres teorías describen la reciprocidad: la hipótesis de atracción social-confianza, la teoría del intercambio social y la norma de reciprocidad. 
La hipótesis de atracción social-confianza dice que las personas se revelan información entre sí porque, cuando una segunda persona cuenta algo de ella a otra persona que primeramente se le ha abierto, es porque se considera apreciada por esta primera persona y porque esta primera persona confía en la segunda. 
La teoría del intercambio social explica que las personas intentan mantener la igualdad en la autorrevelación porque un desequilibrio las hace sentir incómodas. 
La tercera teoría sostiene que la divulgación recíproca es una norma social y cuando una persona no la cumple se siente incómoda. Aunque también hay personas que se sienten incómodas cuando otra les revela información personal porque creen que no corresponde a la situación en la que se encuentran, o no desean mayor intimidad con esa persona.
Se definen 2 tipos de reciprocidad: reciprocidad por turnos y reciprocidad extendida. La de turnos es cuando las 2 personas se revelan información en un diálogo normal, y la extendida ocurre cuando durante un tiempo solo una persona habla (monólogo) y la otra solo escucha. Se ha demostrado que quienes participan en reciprocidad por turnos aprecian más a sus compañeros de interacción que en el caso de la reciprocidad extendida. También se ha demostrado que la de turnos hace que las 2 personas se sientan más cercanas y similares entre sí, y disfruten más de su mutua compañía. 
Quienes participan en una reciprocidad extendida se ven afectados por la teoría del intercambio social y la norma de reciprocidadː como la reciprocidad extendida limita la revelación recíproca, crea un desequilibrio que, según ambas teorías, provoca incomodidad. Quien cuenta cosas a alguien que solo escucha suele quedarse con la sensación de que está revelando más que ese alguien. Esto se llama reciprocidad percibida de la pareja, y es fundamental para el proceso de autorrevelación en el desarrollo de relaciones.
Dos componentes clave para la intimidad son lo que revela una persona y la capacidad de respuesta de quien la escucha. Es extremadamente importante que, cuando alguien cuenta información personal, su interlocutor también le revele algo personalmente relevante. Asimismo, es esencial que el oyente comprenda, valide y se preocupe por lo que el hablante está revelando. Si el hablante no se siente aceptado por el oyente, es posible que no le revele algo en el futuro, lo que detiene el desarrollo de la intimidad. También se ha demostrado que las revelaciones emocionales fomentan la intimidad más que las revelaciones factuales. Las revelaciones factuales revelan hechos (por ejemplo, «Estoy divorciada de mi marido»), mientras que las revelaciones emocionales revelan los sentimientos, pensamientos y juicios de una persona (por ejemplo, «Mi divorcio fue tan doloroso que me ha resultado difícil volver a confiar en una pareja romántica»). 
Las revelaciones emocionales pueden aumentar la intimidad porque permiten al oyente confirmar y respaldar cómo el hablante se ve a sí mismo. La transición de compartir hechos impersonales a hechos personales es fundamental para la construcción de una relación íntima. 
Abrirnos también nos saca de nuestros mundos imaginarios y nos permite ver las realidades del mundo en el que vivimos. Nos sentimos más cómodos abriéndonos a las personas que nos gustan y sentimos próximas. También hay evidencia de que quien se abre tiene mayor probabilidad de que se le abran. Por tanto, la autorrevelación genera intimidad.Debido a eso nos abrimos más y tratamos un mayor número de temas con nuestros cónyuges y seres queridos.
A menudo percibimos nuestra propia autorrevelación como superior a la de nuestra pareja, lo que puede generar un sentimiento de injusticia o desequilibrio. Esta percepción puede ser correcta o equivocada, ya que es difícil para una persona determinar con precisión cuán plenamente se le está abriendo otra.

### Diferencias individuales en reciprocidad

#### Autocontrol
Según Snyder (1974), el autocontrol es «la diferencia de personalidad en el grado de preferencia del individuo tanto hacia la autoexpresión como hacia la autopresentación». También, más habitualmente, se define como la habilidad de un individuo para regular sus emociones y actos. El autocontrol es una forma de gestión de impresiones en la que una persona examina una situación y se comporta en consecuencia. Aunque el autocontrol se mide en una escala continua, los investigadores suelen agrupar a los individuos en 2 tipos: autocontrol alto y bajo. 
Alguien que tiene un alto control de sí mismo tiende a examinar una situación más de cerca y ajusta su comportamiento para "encajar" con los demás en el escenario. Las personas con alto autocontrol tienden a comportarse de manera más amigable y extrovertida para agradar a sus compañeros. Una persona con bajo autocontrol, en cambio, tiende a seguir sus propias emociones y pensamientos cuando se comporta en público.
Quienes se controlan bien, al sintonizar mejor las señales sociales, generalmente son mejores para evaluar el nivel de intimidad que revela una pareja. Al notar estas señales, las personas con alto autocontrol tienden a corresponder por igual en sus revelaciones.
Esto puede explicarse por la norma de reciprocidadː las personas con alto autocontrol pueden captar estas señales fácilmente y saben que necesitan responder con su propia revelación. También puede explicarse mediante la teoría del intercambio social. Las investigaciones muestran que quienes se controlan bien se sienten más incómodos cuando se combinan con alguien que se controla mal, porque este segundo tipo de personas no tiende a revelar detalles íntimos y se produce un desequilibrio. Asimismo, se ha demostrado que quienes se controlan bien son los que "marcan el ritmo" de la conversación y, en general, inician y mantienen su flujo.

#### Estado de ánimo
Las personas animadas cuentan más cosas íntimas que las desanimadas, tristes o resentidas. Esto puede deberse a los efectos informativos mediante los cuales las personas felices tienden a acceder a información más positiva, lo que les lleva a comportarse de una manera más optimista y segura. Las personas infelices tienden a acceder a más información negativa, lo que aumenta la probabilidad de comunicaciones cautelosas, pesimistas y comedidas.
Esto también puede deberse a efectos de procesamiento, en particular efectos de asimilación y acomodación. Los de asimilación se basan en el conocimiento previo de un individuo para guiar su comportamiento en una situación. Los de acomodación se sustentan en un seguimiento cuidadoso de una situación y una mayor atención a la información concreta. El procesamiento asimilativo es ideal para situaciones rutinarias y seguras, mientras que el procesamiento acomodativo es para situaciones problemáticas. Las personas felices tienden a utilizar el procesamiento asimilativo, lo que conduce a revelaciones más atrevidas y directas, mientras que las personas infelices utilizan el procesamiento acomodativo, lo que las lleva a ser más cautelosas. Estos efectos acomodativos para las personas infelices tienden a aumentar la reciprocidad, porque estos individuos igualarán el nivel de revelación de su pareja, pero no irán más allá.
Sin embargo, también se puede decir que estar angustiado, ansioso o temeroso (estados de ánimo negativos) también puede acelerar la revelación. La excepción a esto es la soledad, ya que las personas solitarias han mostrado menores tasas de autorrevelación.

#### Género
Si son las mujeres o los varones quienes se abren más fácilmente constituye un acalorado debate en psicología social, pero las identidades de género desempeñan un papel importante en la cantidad y profundidad de información que una persona elige contar a otra. Las personas andróginas se revelan más íntimamente en distintos contextos que las personas notablemente masculinas o femeninas.
Los resultados de las investigaciones sobre las diferencias de género en la autorrevelación son contradictorios. Las mujeres se revelan para mejorar una relación, mientras que los hombres se revelan en relación con su control y sus vulnerabilidades. Los hombres inicialmente revelan más en las relaciones heterosexuales. Las mujeres tienden a poner más énfasis que los hombres en la comunicación íntima con personas amigas del mismo sexo.
Otros factores suplementarios de las relaciones contribuyen a la probabilidad de abrirse. Si bien las personas con alta autoestima tienden a abrirse más, también ocurre lo contrario: la autoestima se ve reforzada por las revelaciones de la pareja. En los varones, la autorrevelación y el nivel de revelación que perciben de sus esposas se correlaciona positivamente con su autoestima. Para ambos sexos, el estado de una relación y los sentimientos asociados con ella contribuyen de manera importante a cuánto se abre cada cónyuge. Los esposos y esposas en una relación marcada por la satisfacción, el amor y el compromiso califican altamente sus propios niveles de revelación, así como sus percepciones sobre las revelaciones de sus cónyuges.

#### Diferencias individuales adicionales
Ser tímido disminuye la autorrevelación. Entre los hombres, aquellos que son o parecen más "duros" tienen menos probabilidades de abrirse.
La motivación para abrirse también es fundamental: ¿necesita el individuo presentarse de cierta manera para obtener ciertos beneficios y la revelación coincide con su identidad ideal? Nos gusta presentarnos de maneras que consideramos congruentes con nuestros propios conceptos sobre nosotros, y lo que les contamos a los demás sobre nosotros a menudo se convierte en lo que realmente somos.

#### Naturaleza de la relación
Tanto hombres como mujeres informan de que se abren más con amigos que con su pareja sentimental. Es más probable que los hombres revelen información emocional a sus amigos varones que a su pareja.Las mujeres afirman que cuentan más cosas a sus amigos que a sus maridos y reciben mejores consejos de los primeros.
Un estudio sobre la autorrevelación de los adolescentes sugiere que una mayor autorrevelación entre hermanos se asocia con un mayor conflicto, mientras que una mayor autorrevelación entre amigos, no.

#### Sexual
La autorrevelación sexual consiste en que una persona revela sus preferencias sexuales a otra, generalmente (pero no necesariamente) a su pareja sexual. Esto permite un nivel de comprensión aún más profundo entre dos personas y fomenta una intimidad aún mayor como resultado de las revelaciones. Asimismo, se encontró que la satisfacción en la relación de pareja se correlaciona con las revelaciones sexuales. Para los hombres, los altos niveles de autorrevelación sexual predijeron una mayor satisfacción en la relación de pareja, aunque no se encontró que esto fuera cierto para las mujeres. Pero la satisfacción sexual se relacionó con niveles más altos de autorrevelación sexual tanto para hombres como para mujeres. Además, se ha descubierto que aquellos que revelan más sexualmente tienen menos disfunciones sexuales.

#### En el matrimonio
La autorrevelación es un método de mantenimiento de la relación matrimonial. Ambos cónyuges aprenden un sistema de comunicación compartido, y las revelaciones son una parte importante de su construcción, que se ha demostrado muy beneficioso en relaciones altamente satisfactorias.Se han encontrado relaciones positivas significativas entre múltiples medidas de satisfacción en la relación y los niveles de revelación de los cónyuges en la Escala de Penetración Social.
Además, la mayoría de las personas casadas reciben afecto y apoyo sustanciales a través del matrimonio. Encuestas realizadas por varios investigadores han hallado que las personas consideran el matrimonio como la forma suprema de intimidad. Los cónyuges sienten que necesitan responder a las revelaciones de sus parejas más de lo que se sienten obligados a responder a las revelaciones de las personas en sus otras relaciones.
En un estudio realizado por Laurenceau y sus colegas, se encontraron varias diferencias en la satisfacción de los cónyuges según los registros diarios de las revelaciones personales en sus interacciones diarias. Los resultados muestran que las revelaciones reales en el proceso de autorrevelación pueden no ser los únicos factores que facilitan la intimidad en las relaciones. La intimidad de los maridos fue predicha con mayor fuerza por la autorrevelación, mientras que la capacidad de respuesta percibida a la revelación fue el predictor más fuerte de los sentimientos de intimidad de las esposas con sus maridos.
Un estudio diferente halló que las percepciones de las esposas sobre las revelaciones de sus maridos predecían bien cuánto tiempo una pareja permanecería junta. Las que pensaban que sus maridos no compartían lo suficiente probablemente rompieran antes. Este hallazgo se vincula con la idea de ilusiones positivas en los estudios de relaciones. Para los maridos, el acto de autorrevelación es más indicativo de sus sentimientos de intimidad con sus esposas. Por otro lado, se cree que las esposas valoran más la sensación de ser comprendidas y validadas por la capacidad de respuesta de sus maridos a las revelaciones de ellas, y este es el factor más importante en los sentimientos de intimidad de las esposas en sus matrimonios.
En relación con estos hallazgos, los maridos con las calificaciones más altas de satisfacción marital global mostraron también las calificaciones más altas en intimidad diaria. De manera similar, las esposas que calificaron su satisfacción global como la más alta también tenían mayores niveles de intimidad diaria. Se encontró una mayor satisfacción conyugal entre aquellos que tenían las puntuaciones más altas de intimidad. Además, las parejas con altos niveles de comunicación tipo "uno pide-el otro pone excusas" calificaron su intimidad diaria promedio como mucho más baja. Esto sugiere una relación entre la satisfacción conyugal y la cantidad de intimidad en una relación, aunque no se ha podido probar ninguna causalidad.También se ha descubierto que la autoestima es un buen predictor de la satisfacción conyugal, siendo las parejas que exhiben altos niveles de autoestima y altos niveles de autorrevelación las más satisfechas en sus relaciones.
En estudios recientes, una mayor revelación de sentimientos desagradables condujo a una menor satisfacción conyugal. La revelación se ve afectada en el momento en que una relación se estresa, ya que los sentimientos de menor apego a un cónyuge promueven una menor autorrevelación. Asimismo, una menor intimidad conduce a más revelaciones negativas entre los miembros de una pareja.
Sin embargo, los hallazgos de Tolstedt y Stokes (1984) sugieren que la profundidad de la autorrevelación en realidad aumenta a medida que disminuye la intimidad de una relación. La amplitud de la revelación disminuye a medida que disminuye la intimidad, como se predijo originalmente, pero las parejas en realidad se abren con mayor profundidad. Se especula que estos resultados se deben a que una relación tensa hace que los cónyuges restrinjan sus temas de comunicación (amplitud), pero que también estén más dispuestos a discutir temas profundamente íntimos: los negativos. Por lo tanto, aunque comparten más profundamente, lo hacen principalmente de forma negativa. Posteriormente los investigadores supusieron que, en realidad, esto se podría deber a que, en las relaciones más satisfactorias, las personas podrían evitar revelar determinados hechos, porque temen que esa relación tan positiva se vea perjudicada.
A medida que pasa el tiempo, se ha descubierto que la revelación en el matrimonio disminuye, a menudo alrededor del momento en que los cónyuges llegan a los 40 años. Se sugiere que en esta etapa ambos se conocen bastante bien y están muy satisfechos con lo que ya se han dicho.

#### Proceso
En las primeras etapas de una relación las personas primero revelan hechos y luego emociones, principalmente positivos. Se especula que las revelaciones de una persona y las respectivas respuestas de su pareja conducen a la intimidad de ambas, y estos intercambios se acumulan en evaluaciones globales y positivas de la relación por parte de la pareja. En apoyo de esta hipótesis, los estudios muestran que las parejas que reportan mayores niveles de intimidad en los autoinformes de sus interacciones diarias son también aquellas que reportan un mejor funcionamiento global de las relaciones en sus matrimonios.
Además, la importancia de la revelación en una relación puede cambiar con el tiempo, ya que se relaciona de diferentes maneras con diversos factores de una relación, como la capacidad de respuesta y el amor, especialmente al comienzo de una relación.

### Efectos del tamaño del grupo
Una persona se abre de forma diferente si es solamente a otra persona, a 2 o a más. A medida crece el número de receptores de confesiones, la persona se vuelve menos dispuesta a hacerlas. Las investigaciones han demostrado que los individuos están más dispuestos a abrirse en grupos de 2 que en conjuntos mayores, y están más dispuestos a contar cosas íntimas en un grupo de 3 que en otro de 4. También existen diferencias de género según el tamaño del grupo. Los hombres se sienten más inhibidos en las parejas, igualan la intimidad de la revelación de su pareja y no ofrecen más información. Las mujeres, por otro lado, revelan más información personal en parejas, pero se sienten más inhibidas en grupos mayores.

### Efectos del ambiente
El entorno puede favorecer o perjudicar que una persona se abra a otra. Tiene el potencial de desencadenar la decisión de revelar información profundamente personal. Según Altman, un restaurante tranquilo y con poca luz podría conseguir que una persona se sienta más dispuesta a abrirse que un ruidoso local de comida rápida. El énfasis en la iluminación tenue sugiere que las condiciones de poca luz se consideran más íntimas. El ambiente también puede manipularse para cumplir objetivos de privacidad y revelación.

## En terapia
Casi todas las escuelas de pensamiento están de acuerdo en que la autorrevelación es un elemento necesario de la técnica terapéutica. A menudo se piensa que la autorrevelación por parte del terapeuta facilita una mayor revelación por parte del paciente, lo que debería resultar en una mejor comprensión de sus problemas.
La autorrevelación por parte del terapeuta ayuda a reconocer la relación terapéutica como una fuente de curación fundamental,ya que una alianza entre el paciente y el terapeuta se basa en que ambas personas se abran mutuamente. En algunos aspectos es similar a modelar un comportamiento social apropiado. Establecer intereses comunes entre terapeutas y pacientes es útil para mantener un grado de realidad,y especialmente beneficioso para niños y más para adolescentes, quienes, para poder beneficiarse plenamente de la terapia, necesitan interiorizar que el terapeuta no es una autoridad.
En los estudios de autorrevelación en terapia se han identificado 2 tipos: inmediata y no inmediata. La revelación inmediata muestra puntos de vista positivos sobre el proceso terapéutico en el que ambos participan y comunica sentimientos e información sobre los antecedentes profesionales del terapeuta. Muchos ven los beneficios de este tipo de divulgación. La revelación no inmediata, sin embargo, es revelar más sobre el terapeuta que su experiencia profesional e incluye introspección. Este tipo es bastante controvertido para los psicólogos actuales; muchos creen que puede ser más perjudicial que beneficioso a largo plazo, pero hay hallazgos importantes que contradicen este supuesto.
Además, hay 2 métodos que los terapeutas utilizan para revelar: directo e indirecto. Las divulgaciones directas otorgan al paciente información sobre sentimientos personales, antecedentes y cuestiones profesionales. Las revelaciones indirectas son aquellas que no se otorgan explícitamente, como fotografías en el escritorio y las paredes del terapeuta, o que lleve alianza matrimonial.

### Razones de los terapeutas para compartir información
Se han realizado estudios en los que se pregunta a los terapeutas sus razones para abrirse a sus pacientes. Las razones más comunes son: responder una pregunta directa del paciente, ayudar a calmar sus sentimientos de soledad, expresar comprensión, reducir sus niveles de ansiedad del paciente, hacer que sus sentimientos parezcan más normales y establecer una buena relación.
Los temas discutidos por los terapeutas que se abren en sus sesiones pueden variar. El enfoque terapéutico preferido y la eficacia de los tratamientos son 2 de los más comunes. Muchos también revelan sus puntos de vista sobre la crianza de los hijos, los métodos para afrontar el estrés, elementos que transmiten respeto por el paciente y emociones que validarán las que el paciente ha expresado. Las anécdotas sobre atracción sexual, sueños y problemas personales parecen ser reveladas a los pacientes con menor frecuencia por parte de los terapeutas.

### Historia
La historia de la autorrevelación de los terapeutas ha sido un viaje basado en gran medida en sus perspectivas. Los primeros teóricos psicodinámicos estaban totalmente en desacuerdo con la autorrevelación del terapeuta en la relación paciente-terapeuta. Ferenczi mantuvo en particular su creencia de que la autorrevelación era de suma importancia en la terapia infantil para traumas, en el sentido de que un terapeuta neutral y plano sólo haría que el niño reviviera el trauma.
Los teóricos de las relaciones objetales quieren que el pacientesea capaz de ver cómo es visto por otro y cómo lo que comparte es visto por otro, y la mejor manera de conseguir estos 2 objetivos es a través de una relación de confianza con un terapeuta que también se abre. Los teóricos de la psicología del sí mismo creen más o menos lo mismo. 
Las escuelas de pensamiento intersubjetivas y relacionales fomentan la autorrevelación del terapeuta debido a que incorpora a la terapia la subjetividad, considerada clave para la curación real. Sostienen que las relaciones terapéuticas no pueden iniciarse ni cambiarse sin revelaciones intencionadas tanto del terapeuta como del paciente.
La mayoría de las opiniones contemporáneas coincide en la inevitabilidad de la autorrevelación del terapeuta. Los teóricos humanistas quieren desencadenar el crecimiento personal de los pacientes y consideran que una relación sólida con un terapeuta es un buen facilitador de este crecimiento, siempre que las revelaciones del terapeuta sean genuinas. Ver que la debilidad y la lucha son comunes entre todas las personas, incluso entre los terapeutas, es útil para los pacientes en el ámbito de la terapia humanista. 
Para que los psicólogos existenciales puedan ayudar a sus pacientes, intentan revelar sus propias estrategias de afrontamiento como fuentes de inspiración. Para los terapeutas que valoran el feminismo, es importante revelar sus sentimientos personales para que sus pacientes tengan total libertad para elegir al terapeuta correcto y eliminar las luchas de poder dentro del entorno terapéutico. El enfoque cognitivo-conductual también fomenta la autorrevelación del terapeuta para que los pacientes puedan comparar sus pensamientos con los de otra persona, cuestionar esos pensamientos y reforzar expectativas y comportamientos positivos.
Los teóricos humanistas han sido los que más importante consideran la autorrevelación del terapeuta como parte de sus métodos terapéuticos habituales. Claramente, los terapeutas de hoy en día apoyan en su mayoría esta autorrevelación, ya que el temprano tabú psicoanalítico de tal tema está siendo contradicho lentamente por las opiniones de muchas escuelas de pensamiento. La mayoría identifica el beneficio de las autorrevelaciones del terapeuta para facilitar relaciones gratificantes con el paciente y ayudar a alcanzar objetivos terapéuticos.

### Beneficios
Es útil tratar asuntos personales en terapia por diversas razones. Ciertos tipos de revelaciones se reconocen casi universalmente como necesarias en las primeras etapas de la terapia, como una explicación del enfoque terapéutico que se utilizará y las características particulares del terapeuta. Sincerarse con otro individuo facilita la cercanía en esa relación y se cree firmemente que conduce a una comprensión más profunda de uno mismo. Se cree que contar a otra persona los detalles de una experiencia traumática que se ha tenido puede ayudar enormemente a organizar los pensamientos relacionados, y el proceso de relatarla es en sí mismo un método de curación. 
Se logra un entendimiento entre terapeuta y paciente cuando este puede compartir sus percepciones sin sentirse amenazado por juicios o consejos no deseados. Además, expresar emociones reduce el daño al sistema nervioso autónomo y, en varios estudios, se ha demostrado que mejora la salud física general.Un terapeuta que cuente cosas sobre sí mismo al paciente lo invita a comparar percepciones cognitivas, y esto quizá le permita darse cuenta de sus propias distorsiones.
La revelación no requiere ser verbal para ser beneficiosa, ya que se ha visto que escribir sobre traumas y experiencias positivas produce menos angustia psicológica y fisiológica. El paradigma de divulgación de la escritura de Pennebaker es un método comúnmente utilizado en entornos terapéuticos para facilitar el escribir sobre las propias experiencias. La teoría de la exposición también ofrece apoyo en el sentido de que revivir y hablar sobre un evento negativo debería ayudar a que el afecto (psicología) negativo asociado sea más aceptado por el individuo con el tiempo hasta la extinción.
Un estudio de Watkins (1990) formuló 4 hipótesis para el uso de la autorrevelación en las sesiones de terapiaː 
1. La idea de mutualidad está fuertemente respaldada: la revelación por parte de uno conduce a la revelación por parte del otro.
2. La hipótesis del modelado sugiere que el paciente modelará las revelaciones del terapeuta, aprendiendo así a expresarse y adquiriendo habilidades de comunicación.
3. La hipótesis de refuerzo sostiene que el uso de la autorrevelación por parte de los terapeutas es puramente para facilitar que sus pacientes se abran.
4. Por último, la hipótesis del intercambio social ve la relación entre paciente y terapeuta como una interacción que requiere una guía: la autorrevelación.[36][39]

La mejoría que los pacientes manifiestan experimentar cuando un terapeuta ha utilizado la autorrevelación en la terapia es alta. De todos modos, se ha demostrado que los beneficios de validar los pensamientos del paciente a través de la autorrevelación del terapeuta son en gran medida beneficiosos.
Los estudios también han demostrado los efectos desventajosos de guardar secretos, ya que actúan como factores estresantes con el tiempo. Si el paciente oculta al terapeuta pensamientos, acciones o dolencias, le impide conocer los problemas e intentar resolverlos. Los pensamientos intrusivos, los sentimientos de ansiedad y depresión, el trastorno del sueño y muchos otros problemas fisiológicos, psicológicos y físicos se han visto como el resultado de ocultar información importante a los demás.
Se considera que el tratamiento de pacientes con trastorno de adaptación, trastorno de ansiedad, trastornos del estado de ánimo o trastorno por estrés postraumático es el que más utiliza técnicas de autorrevelación del terapeuta. Las sesiones de terapia para trastorno de personalidad, trastornos del comportamiento, trastorno del control de impulsos o psicosis parecen utilizar la autorrevelación del terapeuta con mucha menos frecuencia.

### Efectos sobre la visión que el paciente tiene del terapeuta
Los terapeutas que se abren a los pacientes, especialmente con información que valida o refleja la revelada por el paciente, han sido calificados en estudios consistentemente por demostrar más calidez y ser más afables. Un estudio que utilizó participantes que se imaginaron a sí mismos en situaciones hipotéticas de asesoramiento encontró que los terapeutas que respondieron a «¿Qué harías en mi lugar?» cuando el paciente les preguntó, fueron vistos a) como más atractivos socialmente; b) como más expertos; y c) como más dignos de confianza. Su disposición a abrirse a sus pacientes aumentó estos factores. 
Se ha dicho que las 3 dimensiones mencionadas son de suma importancia a la hora de determinar cómo es percibida una persona por las demás (concepto inglés likability, literalmente gustabilidad—cuánto gusta una persona a las demás—, que puede traducirse por popularidad).Sin embargo, estos terapeutas también pueden ser vistos como menos profesionales por estas revelaciones. Además, un terapeuta que se abre demasiado corre el riesgo descentrarse en la sesión, hablar demasiado sobre sí mismo y no permitir que el paciente aproveche los beneficios de las revelaciones en la sesión a través de una reflexión centrada en dicho paciente. 
Muchas investigaciones han encontrado que los tratamientos terapéuticos mejoran cuando el paciente tiene una visión ampliamente favorable del terapeuta.

### Contribuciones del entorno a que los pacientes se abran
La atmósfera en la que se desarrolla la terapia también es fundamental. Las investigaciones muestran que la arquitectura y la decoración "suaves" de una habitación promueven la revelación por parte de los pacientes. Esto se logra con alfombras, fotografías enmarcadas e iluminación tenue. Se cree que este entorno imita más fielmente el entorno en el que los amigos comparten sentimientos, por lo que se podría facilitar lo mismo entre el terapeuta y el paciente. Además, para favorecer que el pacientese abra, la habitación no debe estar demasiado llena ni ser demasiado pequeña.

### Eficacia
Los investigadores debaten ampliamente la eficacia de abrirse y los resultados son tanto positivos como negativos. Un método típico de investigar tales ideas implica autoinformes tanto de los terapeutas como de los pacientes. Las evaluaciones de los terapeutas sobre los efectos positivos de sus propias revelaciones son mucho menos positivas que las de los autoinformes de los pacientes. Es especialmente probable que los pacientes afirmen que las revelaciones de sus terapeutas ayudan en su recuperación si las perciben como de contenido más íntimo. Los pacientes informan que esas revelaciones son útiles cuando fomentan una relación positiva con el terapeuta, generan confianza en sus habilidades y en la persona en general, crean una sensación de ser mejor comprendido y hacen que el terapeuta parezca más humano. Muchos de estos resultados, sin embargo, están relacionados con la habilidad del terapeuta para abrirse.

### Riesgos
A pesar de los hallazgos contradictorios, el que los terapeutas se abran a los pacientes todavía se utiliza con frecuencia en la terapia y a menudo se recomienda. La Asociación Estadounidense de Psicología apoya la técnica, calificándola de «prometedora y probablemente eficaz». Sin embargo, se recomienda a los terapeutasː
- que utilicen la autorrevelación con una frecuencia suave,
- que revelen más información de divulgación inmediata,
- que mantengan al mínimo la intimidad con el paciente; y
- que se mantengan centrados en el paciente inmediatamente después de que el terapeuta le haya contado algo para garantizar una eficacia óptima en las sesiones de terapia.[36]

La autorrevelación del terapeuta es moral siempre y cuando el paciente no sea dañado o explotado.

### Declaraciones en primera persona
Es probable que los terapeutas que utilizan declaraciones en primera persona («A mí me pasó una vez algo parecido...») faciliten valiosas revelaciones por parte de sus pacientes. Al utilizar estas declaraciones, un terapeuta consigue del paciente un cierto nivel de atención que no lograría de otro modo, y es probable que el pacientese beneficie de esta sensación de ser atendido. En los casos en que un terapeuta necesita proporcionar retroalimentación, estas declaraciones son casi inevitables, ya que el terapeuta debe expresar una opinión sincera sobre lo que el paciente ha revelado. Estas declaraciones, cuando se utilizan correcta y profesionalmente, suelen ser consideradas especialmente válidas por los pacientes. En gran medida, el uso de estas declaraciones por parte de los terapeutas se considera una forma de hacer que la interacción sea más auténtica para el paciente , y dichos intercambios pueden tener un gran impacto en el éxito del tratamiento en cuestión.

### Terapia de pareja
La terapia de pareja suele centrarse en crear más intimidad en una relación. Se anima, o incluso se exige, a los cónyuges a que revelen a sus parejas emociones y sentimientos no expresados. Se practica que las respuestas se acepten sin prejuicios. Los terapeutas utilizan técnicas como el ensayo (teatral) y la enseñanza de habilidades de escucha, como la escucha activa. Algunos temen que esto sea de poca ayuda a largo plazo para la pareja, porque en sus vidas reales no hay un mediador ni la mano de un terapeuta que guíe cuando uno se abre al otro.

## Durante la infancia y adolescencia
Los niños, mientras se esfuerzan por parecerse más a los adultos, buscan una mayor independencia y aprenden a ser más autosuficientes. También intentan facilitar relaciones de igualdad con sus padres. Objetivos como estos, según lo informado por los jóvenes de manera bastante universal, pueden afectar en gran medida a la forma en que cuentan cosas a sus padres. Las revelaciones de los niños a sus padres han sido frecuentemente estudiadas, en particular recientemente, después de los descubrimientos de las relaciones positivas de las revelaciones con los niveles de adaptación y la salud física y psicológica de los niños. Algunos llegan incluso a utilizar el grado en que los hijos se abren a sus padres como una medida dominante de la fuerza y salud de su relación.

### Propósito de abrirse
Se cree que el que los adolescentes se abran a sus padres cumple 3 funciones clave:
1. Se promueve la intimidad. Cuando se hace lo contrario (retener información), se crea distancia.[43]
2. Se regula la autonomía. Los adolescentes eligen qué decirles a sus padres, lo que limita su control sobre las actividades diarias de los adolescentes.[43]
3. Se intensifica la individuación. Se expresan las preferencias e intereses únicos de los adolescentes. Si estos difieren de los de sus padres, forjan una identidad propia.[43]

Los niños todavía intentan mantener cierto control sobre el conocimiento que sus padres tienen de sus vidas, regulando cómo y cuándo decirles cosas. Moderan así las posibles reacciones de sus padres. Debido a esto, es importante que los padres sean conscientes de cómo reaccionan ante las revelaciones de sus hijos, ya que sus hijos tendrán en mente esas reacciones para decidir si les siguen contando cosas.

### Razones para abrirse
En los estudios que se hacen se halla a menudo que los niños dan, como motivo para abrirse a los padres, las expectativas de estos: «Me enteré de que [mamá o papá] quiere tener esta información». Esto es adaptativoː el niño ha aprendido lo que sus padres quieren saber. Otras veces la razón es que los niños no quieren que sus padres se preocupen por ellos, y esto se llama revelaciones centradas en los padres. 
Revelar información para sentirse mejor o para garantizar la protección de los padres se considera otra razón para que los jóvenes hablen, y se llama revelación orientada hacia uno mismo. En un nivel más manipulador, algunos adolescentes informan de que les cuentan cosas a sus padres solo para obtener alguna ventaja, ya sea el derecho a revelar menos o el hecho de que ser más abiertos tiende a generar más privilegios. 
A veces los niños califican sus revelaciones simplemente afirmando que sólo revelan a sus padres lo que creen que quieren. Por tanto, los niños mantienen en secreto cierta información. Esto se denomina autorrevelación selectiva. 
En resumen, los adolescentes sienten, para abrirse a sus padres, diferentes incentivos, que pueden basarse en las necesidades de los padres y de los hijos. No se ha hallado un patrón distintivo para predecir qué razones esgrimirán diferentes niños para explicar lo que cuentan a sus padres. Por esta razón, se cree ampliamente que el motivo de la divulgación depende en gran medida de la situación y el contexto.

### Beneficios
Que los hijos se abran a sus padres es la fuente principal de información para que los progenitores sepan sobre su prole. El conocimiento de los padres sobre el paradero y la vida diaria de sus hijos se ha relacionado con varios resultados positivos. Cuanto más sepan los padres sobre sus hijos, menor será la tasa de problemas de conducta entre los niños y mayor será su bienestar. 
Se ha descubierto que los adolescentes que se abren a sus padres tienen tasas más bajas de abuso de sustancias, menos conductas sexuales de riesgo, menor ansiedad y menos depresión. Además, quienes están bien adaptados, es decir, que padecen menos estos problemas, generalmente desean la participación de los padres, disfrutan de ella y es probable que les cuenten más cosas.
Por el contrario, guardar secretos a los padres se ha relacionado con más enfermedades físicas, mal comportamiento y depresión en todos los grupos culturales. Muchos teorizan que, para que alguien desarrolle una personalidad sana, debe sentirse capaz de abrirse casi por completo en al menos una relación importante.
Si bien alguna vez se pensó que el que los padres controlaran la conducta de sus hijos proporcionaba los mayores beneficios a los niños al limitar sus actividades y servir como una fuente de protección forzada, investigaciones más recientes sugieren firmemente que el que los hijos cuenten sus actividades a los padres fomenta mucho más el desarrollo positivo durante la niñez y la adolescencia.

### Desarrollo de la reciprocidad
La reciprocidad en las revelaciones de los hijos a sus progenitores a menudo se examina en las amistades de los niños. Se ha demostrado que la comprensión que tienen los niños de la amistad implica compartir secretos con los amigos. Este intercambio mutuo de secretos compartidos podría ser la norma de reciprocidad, en la que los individuos revelan porque es una norma social. 
Se ha demostrado que esta norma de reciprocidad comienza a ocurrir para los niños en sexto grado (estadounidenseː de 11 a 12 años). Los estudiantes de sexto grado pueden comprender la norma de reciprocidad porque se dan cuenta de que las relaciones requieren que ambos socios cooperen e intercambien secretos mutuamente. Comprenden esto porque poseen la capacidad cognitiva para tener en cuenta la perspectiva de otra persona, lo que les permite ver las amistades como una relación sistemática y continua.
También se ha demostrado que los niños de sexto grado comprenden la reciprocidad equivalente, que requiere igualar el nivel de intimidad que revela una pareja; por lo tanto, una revelación de alta intimidad se respondería con otra de igual nivel, mientras que una revelación de baja intimidad tendría una contestación más trivial. 
Otro tipo de reciprocidad es la reciprocidad covariante, en la que las revelaciones son más íntimas si uno de los dos niños comunica una revelación de alta intimidad en lugar de baja. Esto difiere de la reciprocidad equivalente, en la que coincide el nivel de intimidad, mientras que la reciprocidad covariante sólo se centra en si alguien reveló algo personal o no. Se muestra que la reciprocidad covariante comienza en cuarto grado (9 a 10 años).
También se ha demostrado que las niñas de todas las edades revelan más información íntima que los niños, y que el número de confidencias de un infante aumenta con la edad en ambos sexos.

### Factores que influyen
Los primeros estudios hallaron 2 grupos de factores que contribuyen a que los niños se abran a sus padres. El primer grupo está constituido por los intraindividuales, que son los que están en la mente del niño y hacen que necesite interacción social. El desarrollo biológico, las presiones sociales y culturales, y la madurez individual determinan este primer grupo de factores, y así la edad, la personalidad y la trayectoria contribuyen a la necesidad de abrirse a los padres y el grado en que lo hace. El segundo grupo está formado por los factores contextuales, que incluyen las oportunidades y situaciones, creadas por el entorno sociocultural, que el niño tiene para abrirse. Estos factores se relacionan más directamente con los destinatarios de las revelaciones del niño, que son los padres.
Además, el género contribuye: las niñas se caracterizan por revelar sus problemas principalmente a sus madres, mientras que los niños revelan más sobre malas calificaciones, conflictos de comportamiento y otros problemas tanto a la madre como al padre.
Algunas personas tienen facilidad para que otras se les abran. En inglés reciben la denominación de high openers (literalmente, abridores altos). En español no tienen una denominación precisa, pero el lenguaje se refiere a ellas con construcciones como alguien en quien confiar, alguien que sabe escuchar y otras. Incluso los individuos que muy difícilmente se abren contarán más a estas personas. Por lo tanto, si los padres se caracterizan por ser buenos oyentes, dignos de confianza, tolerantes, relajados y comprensivos, así como por su apertura mental, entonces probablemente propiciarán que sus hijos se les abran más. 
También se dice que los adolescentes que ven a sus padres así los ven como menos controladores y menos propensos a reaccionar negativamente ante sus revelaciones. Se ha dicho que la respuesta de los padres es el factor dominante en las tasas de autorrevelación de los adolescentes; la calidez y el afecto facilitan más revelaciones.
La manipulación mental de los padres se ha relacionado, asimismo, con que los hijos les cuenten más sus problemas y los de sus compañeros. Si bien este tipo de control no suele considerarse de manera positiva, algunos plantean la hipótesis de que es probable que estos niños simplemente se sientan obligados a revelar su información de manera sutil y sin ser perjudicados.
También se ha hallado que la opinión que tiene el niño sobre la relación con sus padres se correlaciona con lo que se abre a ellos. El recuerdo positivo de la relación con sus padres en los últimos años es un buen predictor de lo que se les abrirá, mejor incluso que su consideración actual de la relación con sus padres. La relación con la madre es extremadamente predictiva de lo que el adolescente se abre a ella. Tales hallazgos sugieren a los padres que fomentar un apego seguro en los primeros años dará pie a que el niño se abra a sus progenitores posteriormente, y a que coseche los beneficios de una relación sólida con ellos.
Los adolescentes pueden determinar la autoridad paterna que se ejerce sobre ciertas cuestiones en función de lo que cuentan de ellas a sus padres. Las encuestas revelaron que son menos propensos a compartir información que involucre sus sentimientos y actividades personales. Se resisten activamente a revelar esto a sus padres porque no consideran que los problemas sean perjudiciales, o piensan que sus padres no los escucharán, o porque los asuntos son muy privados para ellos.
La forma en que los adolescentes perciben la autoridad de sus padres como legítima influye en gran medida en cuánto se sienten obligados a contarles. Cuanta más autoridad creen los niños que sus padres poseen, más obligación perciben de compartir sus vidas en consecuencia. Es poco probable que los padres que intentan ejercer un alto grado de control psicológico sobre sus hijos consigan que se les abran, lo que tiene sentido dado el hecho de que la mayoría de los niños buscan cierta autonomía.
Se ha descubierto que los adolescentes sienten la mayor obligación de contarles a sus padres sobre actividades como beber y fumar, pero menos necesidad de revelar información sobre cuestiones personales. Tampoco sorprende que se sienta menos obligación a medida que aumenta la edad. Sin embargo, contrariamente a la creencia popular, la mayoría de los adolescentes en los EE. UU. no se consideran adultos entre las edades de 18 y 27 años, y sus padres sienten lo mismo. La edad a la que los niños sienten que ya no están obligados a revelar información a sus padres ha aumentado con el tiempo, y se predice la misma tendencia en las próximas décadas.
A menudo, la motivación para revelar conductas negativas se debe simplemente a que los niños temen no quedar impunes o se sienten obligados a compartirlas. Los adolescentes también quieren contar más si sienten que las actividades en cuestión están fuera de su propia jurisdicción. La jurisdicción se mide, en la mente de los adolescentes, por el corto plazo de las actividades y lo cerca que se encuentran. Las actividades cercanas y de corto plazo se consideran aquellas que deben manejarse sin revelarlas a los padres, mientras que las actividades que llevarán más tiempo o requerirán que el adolescente esté más lejos de casa si se consideran que deben hablarse con los padres.

### Inhibidores
Ciertas características de la relación de los hijos con los padres reducen la probabilidad de que se les abran: 
- Estado de ánimo: los padres nerviosos, enojados o infelices hacen que sus hijos sean menos propensos a abrírseles[43]
- Preocupación: a los padres que no parecen accesibles sus hijos les cuentan menos cosas[43]
- Desgana: cuando los padres parecen no estar dispuestos a hablar sobre los problemas o evitan constantemente ciertos temas de conversación[43]
- Comportamiento inquisitivo: a los adolescentes les molestan las preguntas persistentes que les hacen sus padres [43]
- Respeto: los niños no se abren si consideran que sus padres no los toman en serio[43]
- Riñas conyugales: cuando los padres parecen reñir por asuntos sin importancia, los hijos se frustran[43]
- Desaprobación previa: no es probable que los adolescentes hablen con sus padres de un tema sobre el que sus progenitores han expresado anteriormente su desaprobación[43]

### Comportamientos que desalientan futuras revelaciones
Análogamente, determinados comportamientos de los padres cuando sus hijos les cuentan cosas pueden reducir la probabilidad que en el futuro sigan tan locuaces:
- Distracciónː los padres parecen no prestar atención[43]
- Falta de respeto: los padres gastan bromas sobre lo que les cuentan sus hijos[43]
- Falta de confianza: los padres muestran dudas sobre lo que les cuentan sus hijos, o intentan comprobarlo[43]
- Interrupción: los padres quitan la palabra a sus hijos[43]
- Incoherencia temporalː si en anteriores ocasiones los padres no intentaron entender la postura de sus hijos sobre un asunto, será improbable que su prole vuelva a plantearlo[43]
- Escasa receptividadː los padres no parecen interesados en las opiniones de sus hijos[43]
- Chismorreoː los padres divulgan lo que sus hijos les han contado confidencialmente[43]
- Cólera: los padres tienen accesos de cólera o enfado[43]
- Consecuencias: si un niño cuenta a sus padres algo que ha hecho y es castigado o largamente sermoneado por hacerlo, probablemente se abstenga de relatar actos parecidos en el futuro[43]
- Decepciónː cuando lo que cuenta el hijo decepciona o entristece a los padres[43]
- Silencio: no hay respuesta a una revelación que el hijo cree importante[43]
- Prohibicionesː si el hijo cuenta que ha hecho algo, y le prohíben hacerlo en el futuro, cuando lo haga de nuevo no lo contará[43]

### Facilitadores
En cambio, ciertas características de la relación de los hijos con los padres aumentan la probabilidad de que se les abran:
- Estado de ánimo: los estados de ánimo positivos (felices y relajados) en los padres propician que los adolescentes les cuenten cosas[43]
- Accesibilidad: los padres parecen dispuestos a conversar sin hacer otras cosas[43]
- Oportunidades: los padres dedican tiempo a los hijos, inician conversaciones y les preguntan, a veces con humor, cómo les van las cosas[43]
- Divulgación recíproca: se anima a los niños si sus padres deciden revelar cosas sobre ellos mismos [43]
- Preguntas abiertas: motivan más que las que se responden con un sí o un no[43]
- Atención al estado de ánimo del niño: cuando los padres reconocen el estado afectivo de un niño, este nota que se le presta atención y es más probable que cuente las causas de ese estado de ánimo[43]
- Divulgación incondicional: los niños se sienten alentados a revelar cuando los padres se esfuerzan por decirle al niño que cuente cosas sin importar cuáles[43]
- Ritmo: dejar que los niños elijan cómo y con qué rapidez cuentan sus cosas los hace más propensos a decirlas[43]

### Factores que animan futuras revelaciones
Asimismo, determinados comportamientos de los padres cuando sus hijos les cuentan cosas pueden aumentar la probabilidad de que en el futuro les cuenten más:
- Apoyo: los padres muestran apoyo a lo que les cuenta su hijo[43]
- Humor: cuando su hijo pone humor en lo que les cuenta, los padres saben apreciarlo[43]
- Reciprocidad: cuando el hijo cuenta cosas a sus padres, estos también se las cuentan[43]
- Comprensión/empatía: los padres intentan comprender la posición de su hijo [43]
- Atención: los padres les prestan atención a su hijo y no interrumpen sus palabras[43]
- Apreciación: los padres expresan a sus hijos que valoran sus revelaciones[43]
- Respeto: los padres toman en serio lo que les dicen sus hijos[43]
- Confianza: los padres expresan su confianza en la capacidad del niño para manejar sus problemas[43]
- Confidencialidad: los padres no divulgan lo que sus hijos les cuentan[43]
- Consejo: los padres ofrecen buenos consejos para la situación que se les relata[43]
- Tranquilidad: los padres reaccionan serenamente[43]
- Disposición: los niños sienten que sus padres están dispuestos a escuchar[43]
- Receptividad: los adultos consideran los argumentos del niño[43]
- Permisos: el niño solicita permiso para una actividad y se le concede[43]

## En Internet
Existen 4 diferencias principales entre la comunicación en línea y la comunicación cara a cara. La primera es que los usuarios de Internet pueden permanecer en el anonimato. El usuario puede elegir qué información personal comparte con otros. Incluso si el usuario decide emplear su propio nombre, sigue siendo relativamente anónimo si se comunica con personas en otras ciudades o países. 
La segunda es que la distancia física no limita la interacción en Internet como lo hace en la vida real. Internet brinda la posibilidad de interactuar con personas de todo el mundo y la oportunidad de conocer gente con intereses similares. 
Las señales visuales, incluidas las relacionadas con el atractivo físico, tampoco están siempre presentes en Internet. Se ha demostrado que estos factores influyen en la atracción inicial y la formación de relaciones. 
Finalmente, Internet permite conversaciones diferidas, que no requieren, como las verbales, contestaciones inmediatas. Muchas personas que tienen dificultad para expresar verbalmente sus sentimientos se manejan mejor por escrito.

### Características de la interacción en línea que influyen en abrirse

#### Anonimato
El anonimato puede permitir a las personas correr mayores riesgos y expresar a los demás cómo se sienten realmente. Una persona puede correr estos riesgos porque es más consciente de su yo privado. La autoconciencia privada es cuando una persona se vuelve más consciente de las características personales de sí mismo. Esto contrasta con la autoconciencia pública en la que una persona se da cuenta de que puede ser juzgada por los demás. Este tipo de conciencia puede conducir a la aprensión a la evaluación. La autoconciencia pública también se asocia con la conformidad con las normas del grupo, incluso si van en contra de las creencias personales. Dicho esto, la ausencia de señales visuales de un interlocutor en una conversación en Internet puede activar el yo privado de una persona, lo que fomenta la autorrevelación. Esto se debe a que a quien revela no le preocupa ser juzgado.
Amparado en el anonimato un varón puede fingir que es una mujer, y viceversa. Esto puede aumentar la satisfacción con la vida, porque aquellos que pueden identificarse con múltiples roles se muestran más satisfechos.
El anonimato que conlleva la comunicación por Internet también hace que sea más fácil revelar el "verdadero yo" que, como lo describen McKenna y sus colegas, incluye los rasgos que una persona posee, pero no puede compartir libremente con los demás. Lo que sí comparte es el "yo real", que incluye rasgos que posee y puede mostrar en entornos sociales. El yo real puede ser más fácil de presentar en conversaciones cara a cara porque el verdadero yo de una persona puede no ajustarse a las normas sociales. Se ha demostrado que revelar el "verdadero yo" crea vínculos empáticos y ayuda a formar relaciones cercanas.
El anonimato también puede ayudar a los grupos estigmatizados a revelar su "verdadero yo" y a reunirse para tratar aspectos de sí mismos que no pueden hablarse en su círculo social. Esto puede ayudarlos en la vida, porque les permite formar un grupo de personas similares y recibir apoyo emocional. También se ha descubierto que quienes se unen a estos grupos y revelan su identidad tienen más probabilidades de compartir este aspecto de sí mismos con sus familiares y amigos más cercanos. Asimismo, se ha demostrado que compartir estos secretos largamente guardados reduce significativamente con el tiempo las afecciones de salud.
Sin embargo, el anonimato en Internet también tiene algunas consecuencias negativas. La desindividuación, donde la autoconciencia está bloqueada por las condiciones ambientales, puede ocurrir y ser problemática. Algunas consecuencias de la desindividuación incluyen la capacidad reducida para controlar el propio comportamiento y participar en una planificación racional a largo plazo, y la tendencia a reaccionar inmediata y emocionalmente. Una persona que carece de esta conciencia de sí misma también es menos probable que se preocupe por las opiniones de los demás sobre su comportamiento. Todo esto puede conducir a una mayor hostilidad hacia los demás y a la formación de grupos de odio anónimos.
También puede haber algunas consecuencias negativas al formar múltiples yoes. Si estas identidades no están integradas, puede conducir a un sentido incompleto de uno mismo. También podrían trasladarse al mundo real y conducir a comportamientos delirantes y poco realistas.
Una desventaja de todas las conexiones que se pueden formar en línea es el efecto llamado "ilusión de los grandes números"ː las personas sobrestiman la cantidad de gente que comparte su opinión. Esto puede ser especialmente dañino si alguien tiene opiniones negativas sobre un grupo en particular, porque es posible que no se dé cuenta de que sus puntos de vista son muy diferentes a los de la corriente principal.

#### Falta de señales visuales y atractivo físico
El atractivo físico desempeña un papel importante a la hora de determinar si 2 personas comenzarán una relación. En una conversación cara a cara, si la atracción inicial no está presente, es menos probable que se forme la relación. Sin embargo, esto no influye en la comunicación por Internet. Las relaciones en línea deben basarse en aspectos como similitudes, valores, intereses o un estilo de conversación atractivo. Dado que estas relaciones se forman a un nivel más profundo, pueden ser más duraderas y más importantes para el individuo. No ser visto también ayuda a presentar cualidades ideales (atributos que un individuo idealmente desearía poseer) a otros usuarios porque no está accesible información visual que las contradiga. Esto puede ayudar a una persona a hacer de estas cualidades ideales una realidad social porque cuando alguien confirma estos rasgos, el individuo puede hacerlos parte de su autoconcepto.
Dado que las personas que se comunican en línea no pueden confiar en el atractivo, es posible que estos factores no influyan cuando finalmente se encuentren cara a cara. Un aumento en las revelaciones también puede fomentar este gusto porque la revelación íntima se asocia con una mayor intimidad. Las revelaciones en línea generalmente se consideran más íntimas que las revelaciones cara a cara. Dado que en la comunicación por Internet faltan señales no verbales, muchas personas tienen una percepción sesgada de su interlocutor. Las señales mínimas que están disponibles en la comunicación basada en computadora a menudo se sobreinterpretan y la persona les dará mayor valor. Por ejemplo, si parece haber una similitud entre los dos que se comunican, un individuo puede intensificar esta percepción e idealizar a su pareja. Todo esto aumenta la percepción de intimidad de quien revela información sobre sí mismo.

#### Distancia física y familiaridad
Es más probable que las personas establezcan relaciones con quienes están físicamente cerca. También es más probable que los individuos comiencen a interactuar con alguien a quien ven regularmenteː la familiaridad influye en las interacciones. La comunicación en Internet puede permitir a las personas familiarizarse con quienes frecuentan las páginas en las que conversan, reconociendo nombres de usuario. Independientemente de lo lejos que puedan estar estos individuos entre sí, todos se hallan virtualmente en un espacio confinado que puede dar la sensación de estar en el mismo lugar. Internet también une a personas que quizás no se conocieron debido a la distancia física. También pueden ir a sitios web específicos donde personas comparten los mismos intereses para entablar conversaciones sabiendo que ya tienen similitudes. Esto puede contribuir a explicar por qué las relaciones en Internet se forman tan rápidamente. Estos usuarios en línea no tienen que pasar por las etapas tradicionales que requieren las interacciones cara a cara para encontrar intereses similares.

#### Ritmo y control de la conversación.
Esta comunicación también permite que una persona se tome su tiempo cuando habla con alguien. No es necesario que tengan una respuesta inmediata que requiere una conversación cara a cara. Esto les permite seleccionar y editar cuidadosamente sus mensajes. En la comunicación en línea tampoco se producen las interrupciones en la comunicación que sí ocurren en una conversación cara a cara. Una persona es capaz de "mantener la palabra" y decir tanto como quiera, lo que le permite expresar plenamente su punto de vista.
Este control ayuda a los usuarios a asumir mayores riesgos con sus revelaciones en línea. Estas personas también comienzan a incorporar sus vidas en Internet a sus vidas fuera de Internet y participan en un intercambio de presencia-control. En este intercambio, los usuarios de Internet comienzan sus relaciones con un control relativamente alto y gradualmente lo cambian por cercanía física a medida que aumentan sus niveles de comodidad y conocimiento de la otra persona. Ésta parece ser la versión de Internet de la teoría de la penetración social, en la que los individuos tienen un intercambio mutuo de revelaciones personales. A medida que la relación se desarrolla en la comunicación cara a cara, las revelaciones de los individuos se vuelven gradualmente más reveladoras y cubren una amplia gama de temas. Este equivalente en Internet incluye a la pareja intercambiando el control de la conversación por cercanía física. Las etapas en las que esto ocurre podrían incluir pasar de la mensajería en línea a conversaciones telefónicas y, finalmente, a la comunicación cara a cara.

### Diferencias individuales

#### Autoestima
El uso de las redes sociales para abrirse ha demostrado ser muy útil para quienes tienen baja autoestima. Las personas con baja autoestima son más ansiosas socialmente y tímidas, lo que puede dificultar el establecimiento de relaciones cercanas con los demás. Esto puede perjudicar tanto su salud física como mental, porque sentirse conectado con los demás se considera una motivación humana fundamental. Las personas con baja autoestima tienen dificultades para revelar sus defectos a los demás porque están muy concentradas en no dejar ver estos defectos y temen las críticas y la desaprobación. Por lo tanto, revelar menos información las protege de la posibilidad de ser rechazadas o no tenidas en cuenta. Las redes sociales pueden, por tanto, proporcionar un entorno seguro para que las personas con baja autoestima revelen información personal, porque no pueden ver las reacciones de su interlocutor.
Si bien muchas personas con baja autoestima ven las redes sociales como un medio seguro para revelar información, muchos no reciben comentarios positivos por sus revelaciones. Las personas con baja autoestima tienden a publicar pensamientos más negativos en las redes sociales, lo que se ha demostrado que gusta menos a quienes los leen. También es más probable que los lectores no hagan caso de las publicaciones negativas con la esperanza de que su autor cambie de tono y comience a publicar de manera más positiva. Cuando alguien que comparte con frecuencia pensamientos negativos publica algo positivo, recibe comentarios más positivos de los lectores. Por el contrario, alguien con alta autoestima agrada más a los lectores y tiende a publicar de forma más positiva. Si publica algo negativo, tiende a obtener más respuestas que aquellos con baja autoestima.

#### Soledad
Las redes sociales también pueden ayudar a quienes se sienten solos. Brindan acceso a perfiles, a imágenes y a la posibilidad de comentar y enviar mensajes a otros, lo que ayuda a las personas a sentirse menos solas. También las ayudan a obtener capital social, como satisfacción emocional o acceso a la información. Estos sitios pueden facilitar que algunas personas se abran, porque facilitan el acceso a otros individuos que pueden brindar apoyo social. El apoyo social es extremadamente importante para que alguien se abra, ya que le hace sentirse validado y atendido. El apoyo social también se relaciona positivamente con el bienestar.Asimismo se ha demostrado que tener este apoyo social y formar relaciones cercanas en línea disminuye la soledad con el tiempo.
Algunas investigaciones muestran que pasar demasiado tiempo en Internet y formar estas relaciones cercanas podría restar tiempo a las relaciones existentes fuera de Internet. Descuidar estas relaciones podría hacer que una persona se sienta más sola a largo plazo porque podría perder estas relaciones cara a cara.
Sin embargo, otras investigaciones muestran que existen ciertos rasgos de personalidad que conducen a una mayor soledad que a su vez lleva a un mayor uso de Internet. En particular, la extraversión y la neurosis se han relacionado con la soledad. 
Un extravertido disfruta de la compañía de los demás, requiere estimulación y es espontáneo, mientras que un introvertido prefiere su propia compañía, es tranquilo y prefiere las reuniones pequeñas y calmadas. Los introvertidos a menudo pueden ser vistos como distantes y antipáticos debido a este comportamiento, que puede explicar parte de su soledad. 
Una persona neurótica es extremadamente ansiosa y emocional, y reacciona de forma desproporcionada ante muchas situaciones. Alguien con un alto nivel de neurosis generalmente tiene una actitud negativa que puede alejar a las personas e impedirle formar relaciones cercanas, lo que puede llevar a la soledad. Se ha demostrado que ambos grupos (introvertidos y neuróticos) utilizan más Internet, especialmente sitios de servicios sociales (grupos de chat, grupos de noticias, etc.). 
Esto puede mostrar que quienes ya se sienten solos se sienten más atraídos por Internet como medio de networking social y no que Internet aumente la soledad. También se ha demostrado que los introvertidos y los neuróticos se sienten más cómodos revelando su "verdadero yo" en línea que en una conversación cara a cara. Revelar su "verdadero yo" ayuda a quien lo revela a formar relaciones cercanas.

#### Ansiedad social
Puede resultar muy difícil para las personas con ansiedad social entablar una comunicación cara a cara. Estas personas pueden sufrir ansiedad al conocer a alguien por primera vez, hablar con alguien atractivo o participar en actividades grupales. Esto puede limitar sus interacciones en persona y dificultar la satisfacción de sus necesidades básicas de intimidad y pertenencia. Como Internet no requiere la proximidad física de otros individuos, muchas personas con ansiedad social lo utilizan. 
Se ha demostrado que las personas con ansiedad social tienen más probabilidades de utilizar Internet para entablar relaciones cercanas. También se ha demostrado que estas relaciones son más fuertes comparadas con otras más débiles (es decir, "conocidos"). Formar estas relaciones también puede ayudar a una persona socialmente ansiosa a expresar su verdadero yo y formar su identidad social. 
Esta identidad a menudo involucra a los grupos de los que forma parte una persona, porque pertenecer a un grupo con frecuencia se convierte en parte del autoconcepto de uno mismo. A alguien con ansiedad social se le negaría esto debido a su miedo a la interacción cara a cara. Por lo tanto, revelar información a otros en línea le da a una persona con ansiedad social acceso a una amplia variedad de personas con las que puede entablar relaciones y pertenecer a un grupo.
También se ha demostrado que las personas socialmente ansiosas se vuelven menos ansiosas con el tiempo si han formado relaciones cercanas en línea. Asimismo, se ha hallado que amplían sus círculos sociales en el "mundo real" cuando han tenido tiempo para entablar relaciones en línea. Una razón para esto puede ser que estas relaciones en línea dan a las personas ansiosas confianza para entablar relaciones fuera de Internet.También es muy probable que lleven sus relaciones en línea a sus vidas fuera de línea para convertirlas en una "realidad social" al compartir estas relaciones con familiares y amigos en el mundo real.

### Grupos de apoyo en línea
Los grupos de apoyo en línea son otro lugar donde personas de todas partes pueden reunirse para revelar luchas comunes. Proporcionan un entorno de divulgación y apoyo mutuos. Es más probable que las personas utilicen estos foros para discutir luchas personales y revelar emociones y pensamientos relacionados con estas luchas que los foros habituales. También hay un mayor grado de reciprocidad en los grupos de apoyo en línea que en los foros normales. Se ha demostrado que la reciprocidad ayuda a las personas a sentirse valoradas después de contar su situación.

### Peligros
Si bien la divulgación de información personal en línea tiene muchos beneficios, también existen algunos peligros. Existe una relación entre el abuso de Internet, la revelación de uno mismo y el comportamiento problemático. La adicción a Internet se puede definir como «patrones de uso de Internet que resultan en alteraciones en la vida de una persona pero que no implican un proceso de enfermedad específico». Cuando una persona que abusa de Internet se abre demasiado, puede llegar a comportamientos peligrosos como enviar información sensible (domicilio, número de teléfono) y fotografías a conocidos en línea.

### Niños
Internet, si bien proporciona a la mayoría de las personas adultas una fuente de entretenimiento, conocimiento y ámbito social, supone una gran amenaza para los niños, pues pueden ser presa de depredadores sexuales. Dado que aún se encuentran en desarrollo, los investigadores dicen que están en el grupo de "procesadores estimulados" (cued en inglés) entre las edades de 8 y 11 años. En este momento, muchos niños utilizan Internet y lo hacen solos, sin la supervisión de un adulto. Por lo tanto, deben utilizar su propio criterio para decidir cuánta información compartir en los sitios que visitan.
Sin embargo, como "procesadores estimulados", solo pueden pensar lógicamente en eventos concretos; la idea de que sus revelaciones en línea sean posteriormente utilizadas en su contra está muy lejos de ellos, en un mundo abstracto. Probablemente no pensarán en ningún tipo de consecuencias que podrían derivarse de sus revelaciones, y esto es justo lo que tanto los vendedores en línea como los depredadores esperan y buscan. Combinados con programas de seguimiento de perfiles de comportamiento, los anunciantes y depredadores en línea pueden crear una imagen bastante clara del niño y de lo que le gusta hacer, dónde vive, su distrito escolar y otras fuentes de información que utilizan para incitar al niño a que revele datos muy sensibles sin darse cuenta. La vulnerabilidad de los niños en línea es producto de sus limitaciones cognitivas.
La teoría de usos y gratificaciones se utiliza a menudo para intentar explicar cosas como la motivación en Internet. Los estudios han encontrado que, si se aplica al uso de Internet por parte de los niños y su probabilidad de revelar información personal, se pueden encontrar correlaciones significativas con varios tipos de motivación. Los niños que utilizan Internet principalmente como fuente de información tienen menos probabilidades de dar información personal. 
Pero los niños que mencionan el contacto social en Internet como su uso de primer orden son más a menudo los que se someten a los intentos de los vendedores y depredadores en línea que buscan su información de contacto personal y sus preferencias de comportamiento. Estos niños tienen en mente objetivos de aceptación social y les parece se pueden lograr fácilmente comunicándose con amigos y extraños por igual. Estos objetivos reducen las preocupaciones por la privacidad, y los niños revelan casi cualquier cosa en línea. También se descubrió que un simple incentivo suele ser suficiente para obtener información personal de un niño.
El conocimiento de los padres sobre el uso de Internet de sus hijos está disminuyendo rápidamente. Los niños ocultan cada vez más información a sus padres, incluida la cantidad de información que comparten a través de Internet. Es necesario que padres e hijos hablen más sobre este tema si verdaderamente importa la seguridad de los niños. En particular, hay muchos padres que incluso han admitido que permiten que sus hijos mientan sobre sus edades en las redes sociales para poder acceder a ellas. 
Por lo tanto, se alienta a los padres a hablar de estos asuntos con sus hijos, a usar su propio criterio al tomar decisiones sobre el uso de Internet de sus hijos y a brindarles educación sobre lo importante que es la privacidad en Internet y los riesgos que afronta.
Hoy en día, se están proponiendo y poniendo en práctica muchas regulaciones que, con suerte, ayudarán a proteger la información personal de los niños en Internet. Sin embargo, esto no será suficiente para garantizar intercambios seguros de autorrevelación, por lo que los adultos deben hablar de esto con sus hijos y prevenirlos.

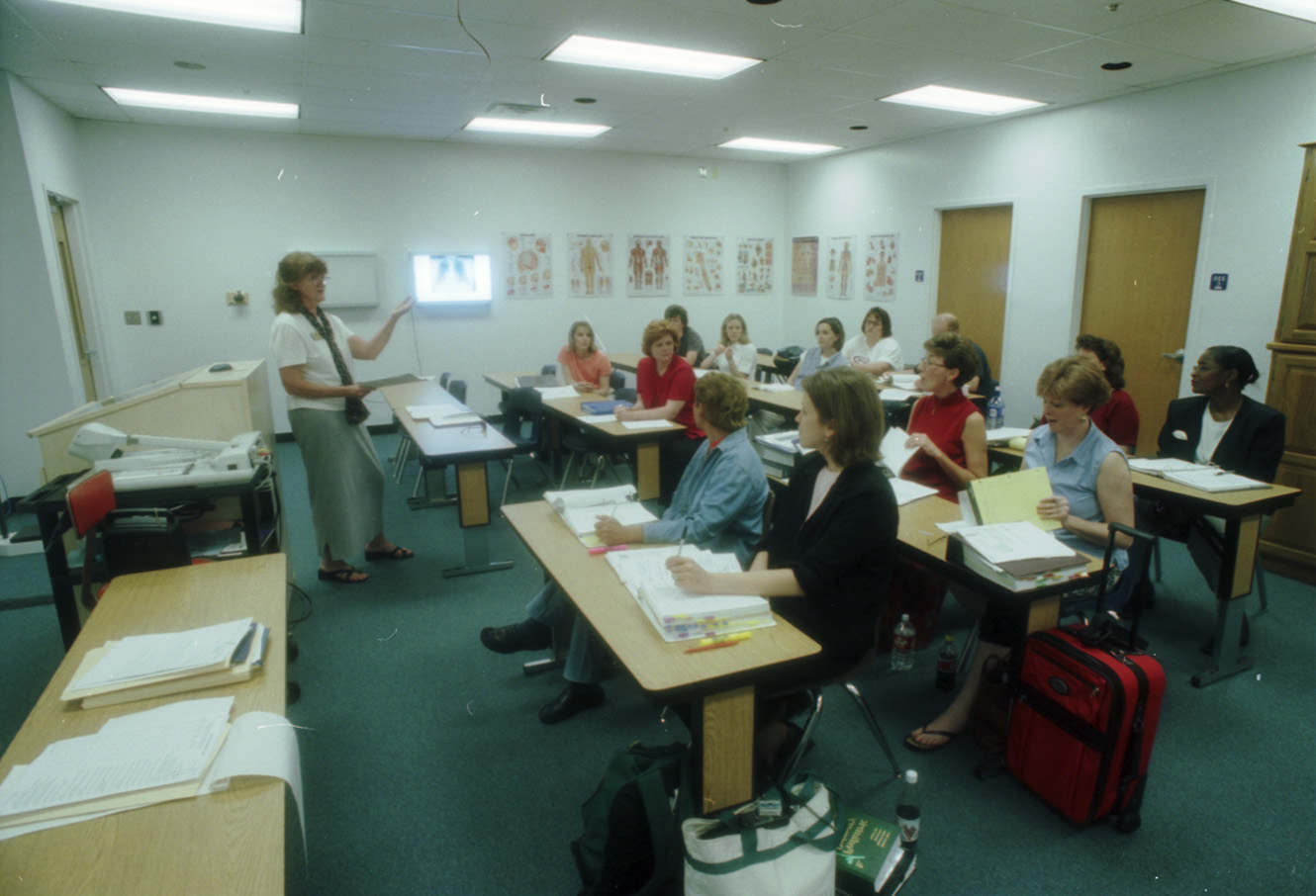
Una profesora imparte una clase de enfermería

## En educación
La autorrevelación es una cuestión educativa importante. Las diversas formas en que puede afectar las relaciones sociales añaden una dinámica nueva al aula. Son diferentes los resultados y experiencias que estudiantes y docentes ven a partir de la implementación de la autorrevelación en el aula. Las relaciones que se abordarán a través de la lente de la autorrevelación incluyen la relación entre alumnos y profesores, las relaciones entre los estudiantes y cómo las relaciones culturales afectan a la situación en su conjunto.

### Relaciones estudiante-profesor
El tono del aula lo marcan las actitudes y comportamientos de quienes participan en ella. El profesor a menudo tiene el papel principal a la hora de dirigir un aula y de cómo esa clase interactuará y se conectará a través de la materia impartida. La práctica de la autorrevelación entre profesores y estudiantes tiene un impacto en la atmósfera del aula y en cómo se desempeñan las personas en esa atmósfera. La decisión de practicar la autorrevelación como docente tiene muchos beneficios y riesgos.

#### Beneficios
Cuando el profesor cuenta cosas de sí mismo a los estudiantes, abre un nuevo canal de comunicación en el aula. A medida que comparte más información sobre quién es y su vida personal, los estudiantes comienzan a ver un nuevo lado de su docenteː es más que la persona que les imparte clases; se trata de una persona real con sus propias dificultades y luchas en la vida. Esto permitiría que los estudiantes se identifiquen más con el profesor, lo que promovería una mejor comunicación con él. Por supuesto, la información compartida con la clase debe ser apropiada y relevante.
A medida que el profesor establece el tono de la autorrevelación, los estudiantes se sienten más dispuestos a abrirse. El profesor guía a los alumnos en la comprensión de cuál es la información apropiada para compartir en discursos públicos.A medida que los estudiantes se sienten más cómodos con el profesor y comienzan a compartir más sobre sus propias vidas, el ambiente del aula crece en camaradería y amistad. Que el estudiante se abra al docente permite al maestro apoyar mejor a los estudiantes en función de sus necesidades individuales, brindando así una educación mejorada.

#### Riesgos
Que el profesor se abra a los estudiantes conlleva riesgos. A medida que el docente comparte más sobre su vida personal, los estudiantes pueden sentirse demasiado cómodos. Esto podría conducir a faltarle al respeto o a una incapacidad para mantener una relación superior adecuada. La autorrevelación puede desdibujar las líneas de los roles entre el estudiante y el profesor, lo que podría alterar la autoridad que este último necesita para su papel en el aula y para tener una personalidad docente eficaz.
Además, no todos los estudiantes se sentirán cómodos con esta técnica de enseñanza. Es posible que algunos opten por no participar, lo que podría llevarlos a sentirse alienados. Debe sopesarse cuidadosamente lo que el profesor cuenta de sí mismo para que el intercambio de información no afecte a la educación que se está transfiriendo.
Que los estudiantes se abran al profesor implica otros riesgos. A medida que el estudiante se abre con el profesor, existe la posibilidad de que le cuente información que obligaría al docente a presentar un informe. Si un estudiante revela información sobre sí mismo de forma confidencial al profesor, eso puede implicar que la vida del estudiante se encuentre en peligro, u otros asuntos de igual gravedad que deberían informarse al consejero escolar. Si el profesor revelara esta información, inevitablemente quebrantaría la confianza que en él ha puesto el estudiante, dañando en última instancia su relación. 
En otro escenario, es posible que los estudiantes no comprendan completamente las diferencias entre el discurso público y privado. Esto llevaría a los estudiantes a tener conversaciones de autorrevelación en el aula cuando el momento no es apropiado y, por lo tanto, restaría importancia a los asuntos educativos en cuestión.